# Core (album)
Pour les articles homonymes, voir Core.
Albums de Stone Temple Pilots
Purple
(1994)
Singles
1. Sex Type Thing
Sortie : 25 janvier 1993
2. Plush
Sortie : 13 mai 1993
3. Creep
Sortie : 1er novembre 1993

Core est le premier album du groupe de rock américain Stone Temple Pilots. Il est sorti le 29 septembre 1992, a été édité par Atlantic Records et produit par Brendan O'Brien.

## Historique
Cet album sera enregistré en trois semaines aux Rumbo Recorders Studios de Canoga Park à Los Angeles. Le premier titre enregistré fut Wet My Bed, il provient d'une improvisation entre Scott Weiland et Robert DeLeo. Sex Type Thing sera le premier single de l'album, il ne connaitra pas le succès se classant seulement à la 23e place dans le classement des titres les plus diffusés sur les radios rock, mais il bénéficia d'une bonne diffusion sur MTV en compagnie des grand groupes "Grunge", Pearl Jam, Alice In Chains et Nirvana. Les ventes de l'album décollèrent vraiment après la sortie de Plush, le deuxième single qui se classa à la 1er place du classement Mainstream Rock Tracks du Billboard Magazine et à la 39e place du Hot 100 Airplay. Suivront les singles "Wicked Garden" (# 11 du mainstream rock tracks) et Creep (# 2 du mainstream rock tracks).
La musique du groupe fut souvent comparée par les journalistes à celle de Pearl Jam et Alice in Chains, mais le groupe et surtout Scott Weiland réfuta cette comparaison se sentant plus proche des Doors.
Il atteignit la 3e place au Billboard 200, est fut certifié huit fois disque de platine par le RIAA. Le groupe remporte, en 1993, le Grammy Award de la « meilleure performance hard rock » pour le single Plush.

## Liste des titres

### Album original paru en 1992
| No  | Titre                | Auteur                             | Durée |
| --- | -------------------- | ---------------------------------- | ----- |
| 1.  | Dead & Bloated       | Robert DeLeo, Scott Weiland        | 5:10  |
| 2.  | Sex Type Thing       | Dean DeLeo, Eric Kretz, Weiland    | 3:35  |
| 3.  | Wicked Garden        | R. DeLeo, D. DeLeo, Weiland        | 4:05  |
| 4.  | No Memory            | D. DeLeo                           | 1:19  |
| 5.  | Sin                  | R. DeLeo, Weiland                  | 6:05  |
| 6.  | Naked Sunday         | R. DeLeo, D. DeLeo, Kretz, Weiland | 3:55  |
| 7.  | Creep                | R. DeLeo, Weiland                  | 5:30  |
| 8.  | Piece of Pie         | R. DeLeo, Weiland                  | 5:22  |
| 9.  | Plush                | R. DeLeo, Weiland                  | 5:14  |
| 10. | Wet My Bed           | R. DeLeo, Weiland                  | 1:35  |
| 11. | Crackerman           | R. DeLeo, Kretz, Weiland           | 3:12  |
| 12. | Where the River Goes | D. DeLeo, Kretz, Weiland           | 8:20  |

### Réédition Deluxe Edition 2007
| 1.  | Only Dying (demo)                                    | 5:20 |
| 2.  | Wicked Garden (demo)                                 | 3:49 |
| 3.  | Naked Sunday (demo)                                  | 3:42 |
| 4.  | Where the River Goes (demo)                          | 7:17 |
| 5.  | Dead & Bloated (demo)                                | 5:04 |
| 6.  | Sex Type Thing (demo)                                | 3:24 |
| 7.  | Sin (demo)                                           | 6:15 |
| 8.  | Creep (demo)                                         | 5:40 |
| 9.  | Plush (demo)                                         | 5:05 |
| 10. | Sex Type Thing (Swing Type Version)                  | 4:23 |
| 11. | Plush (Acoustic Type Version)                        | 4:49 |
| 12. | Creep (New Album Version)                            | 5:34 |
| 13. | Plush (Acoustic from MTV Headbanger's Ball (Take 1)) | 5:28 |

| 1.  | Crackerman (Live at Castaic Lake Natural Amphitheater July 2, 1993)           | 3:30 |
| 2.  | Wicked Garden (Live at Castaic Lake Natural Amphitheater July 2, 1993)        | 4:41 |
| 3.  | No Memory (Live at Castaic Lake Natural Amphitheater July 2, 1993)            | 1:14 |
| 4.  | Sin (Live at Castaic Lake Natural Amphitheater July 2, 1993)                  | 6:25 |
| 5.  | Plush (Live at Castaic Lake Natural Amphitheater July 2, 1993)                | 5:06 |
| 6.  | Where the River Goes (Live at Castaic Lake Natural Amphitheater July 2, 1993) | 9:11 |
| 7.  | Sex Type Thing (Live at Castaic Lake Natural Amphitheater July 2, 1993)       | 4:12 |
| 8.  | Wet My Bed (Live at Castaic Lake Natural Amphitheater July 2, 1993)           | 2:49 |
| 9.  | Naked Sunday (Live at Castaic Lake Natural Amphitheater July 2, 1993)         | 4:21 |
| 10. | Wicked Garden (Live at the Reading Festival August 27, 1993)                  | 4:32 |
| 11. | No Memory (Live at the Reading Festival August 27, 1993)                      | 1:15 |
| 12. | Sin (Live at the Reading Festival August 27, 1993)                            | 6:58 |
| 13. | Lounge Fly (Live at the Reading Festival August 27, 1993)                     | 6:07 |
| 14. | Dead & Bloated (Live at the Reading Festival August 27, 1993)                 | 4:47 |
| 15. | Sex Type Thing (Live at the Reading Festival August 27, 1993)                 | 4:01 |
| 16. | Naked Sunday (Live at the Reading Festival August 27, 1993)                   | 4:15 |

| 1. | Crackerman                           | 4:05 |
| 2. | Creep                                | 5:49 |
| 3. | Andy Warhol (reprise de David Bowie) | 2:53 |
| 4. | Plush                                | 5:47 |
| 5. | Big Empty                            | 4:58 |
| 6. | Wicked Garden                        | 4:19 |
| 7. | Sex Type Thing                       | 4:29 |

## Musiciens
- Scott Weiland: chant
- Dean DeLeo: guitares
- Robert DeLeo: basse, chœurs
- Eric Kretz: batterie, percussions

## Charts et certifications

### Album
Charts
| Pays                                 | Durée du classement | Meilleur classement | Date              |
| ------------------------------------ | ------------------- | ------------------- | ----------------- |
| Allemagne (GfK Entertainment)        | 14 semaines         | 53e                 | 4 octobre 1993    |
| Australie (ARIA Charts)              | 10 semaines         | 29e                 | 8 août 1993       |
| Autriche (Ö3 Austria Top 40)         | 10 semaines         | 21e                 | 3 octobre 1993    |
| Canada (RPM)                         | 25 semaines         | 8e                  | 14 août 1993      |
| Écosse (Scottish Album Chart)        | 1 semaine           | 64e                 | 20 octobre 2023   |
| États-Unis (Billboard 200)           | 117 semaines        | 3e                  | 3 juillet 1993    |
| Finlande (Suomen virallinen lista)   | 1 semaines          | 22e                 | 12 août 2013      |
| Norvège (VG-lista)                   | 2 semaines          | 20e                 | 11 juillet 1994   |
| Nouvelle-Zélande (RMNZ Albums Top40) | 26 semaines         | 11e                 | 18 juin 1995      |
| Pays-Bas (MegaCharts)                | 14 semaines         | 10e                 | 25 septembre 1993 |
| Portugal (AFP)                       | 2 semaines          | 38e                 | 1er novembre 2012 |
| Royaume-Uni (UK Albums Chart)        | 8 semaines          | 27e                 | 12 septembre 1993 |
| Suède (Sverigetopplistan)            | 9 semaines          | 9e                  | 8 septembre 1993  |
| Suisse (Schweizer Hitparade)         | 1 semaine           | 36e                 | 10 octobre 1993   |

Certifications
| Pays             | Certification | Ventes      | Date              |
| ---------------- | ------------- | ----------- | ----------------- |
| Australie        | Platine       | 70 000 +    | 5 août 1997       |
| Canada           | 2 × Platine   | 200 000 +   | 16 septembre 1994 |
| États-Unis       | 8 × Platine   | 8 000 000 + | 18 décembre 2001  |
| Nouvelle-Zélande | Or            | 7 500 +     | 11 juin 1995      |
| Royaume-Uni      | Argent        | 60 000 +    | 1er mai 1994      |

### Singles
Charts
| Single         | Chart                    | Durée du classement | Position | Date              |
| -------------- | ------------------------ | ------------------- | -------- | ----------------- |
| Sex Type Thing | (Mainstream Rock Tracks) | 8 semaines          | 23e      | 23 janvier 1993   |
| Sex Type Thing | (UK Singles Chart)       | 4 semaines          | 55e      | 27 novembre 1993  |
| Plush          | (Mainstream Rock Tracks) | 31 semaines         | 1er      | 26 juin 1993      |
| Plush          | (Alternative Songs)      | 18 semaines         | 9e       | 26 juin 1993      |
| Plush          | (Radio Songs)            | 29 semaines         | 39e      | 14 août 1993      |
| Plush          | (ARIA Charts)            | 2 semaines          | 47e      | 24 octobre 1993   |
| Plush          | (V) (Ultratop)           | 4 semaines          | 37e      | 18 septembre 1993 |
| Plush          | (RPM Top Singles)        | 10 semaines         | 21e      | 11 septembre 1993 |
| Plush          | (IRMA)                   | 4 semaines          | 16e      | 2 septembre 1993  |
| Plush          | (RMNZ Singles Top40)     | 10 semaines         | 23e      | 22 août 1993      |
| Plush          | (Single Top 100)         | 8 semaines          | 15e      | 11 septembre 1993 |
| Plush          | (UK Singles Chart)       | 4 semaines          | 23e      | 5 septembre 1993  |
| Plush          | (Sverigetopplistan)      | 7 semaines          | 18e      | 15 septembre 1993 |
| Wicked Garden  | (Mainstream Rock Tracks) | 20 semaines         | 11e      | 2 octobre 1993    |
| Wicked Garden  | (Alternative Songs)      | 9 semaines          | 21e      | 21 août 1993      |
| Creep          | (Mainstream Rock Tracks) | 26 semaines         | 2e       | 19 février 1994   |
| Creep          | (Alternative Songs)      | 13 semaines         | 12e      | 22 janvier 1994   |
| Creep          | (Radio Songs)            | 4 semaines          | 59e      | 26 février 1994   |
| Creep          | (RPM Top Singles)        | 9 semaines          | 45e      | 14 février 1994   |
| Creep          | (RMNZ Singles Top40)     | 5 semaines          | 24e      | 6 février 1994    |